# Mispila papuana
Mispila papuana là một loài bọ cánh cứng trong họ Cerambycidae.